# Мищенки (Полтавская область)
Мищенки (укр. Мищенки) — село,
Мусиевский сельский совет,
Хорольский район,
Полтавская область,
Украина.
Код КОАТУУ — 5324883211. Население по переписи 2001 года составляло 34 человека.

## Географическое положение
Село Мищенки находится в 1,5 км от села Хоменки и в 2,5 км от села Хильковка.
Рядом проходит автомобильная дорога Т-1709.

## История
Село образовано после 1941 года из хуторов Мыщенки (Степенков) и Кырыленки (Викулин)